# Svindinge Sogn
 Ikke at forveksle med Svinninge Sogn.
Svindinge Sogn er et sogn i Kerteminde-Nyborg Provsti (Fyens Stift).
I 1800-tallet var Svindinge Sogn et selvstændigt pastorat. Det hørte til Gudme Herred i Svendborg Amt. Svindinge sognekommune blev ved kommunalreformen i 1970 indlemmet i Ørbæk Kommune, der ved strukturreformen i 2007 indgik i Nyborg Kommune.
I Svindinge Sogn ligger Svindinge Kirke.
I sognet findes følgende autoriserede stednavne:
- Anhof (ejerlav, landbrugsejendom)
- Bredemiste (areal, bebyggelse)
- Bøgely (bebyggelse)
- Glorup (ejerlav, landbrugsejendom)
- Kokkehaverne (bebyggelse)
- Lamdrup (bebyggelse, ejerlav)
- Skovvang (bebyggelse)
- Svindinge (bebyggelse, ejerlav)